# David Whitmer
David Whitmer (né le 7 janvier 1805 à Harrisburg (Pennsylvanie) et mort le 25 janvier 1888) est l'un des premiers membres de l'Église de Jésus-Christ des saints des derniers jours et l'un des « Trois Témoins » des plaques du Livre de Mormon.